# Cybermeni
Cybermeni (l.p. Cyberman; ang. Cybermen) – fikcyjna rasa cyborgów, związanych z brytyjskim serialem science-fiction pt. Doktor Who.
Za twórców Cybemenów uważa się dr. Kit Pedlera oraz Gerry'ego Pedlera. Po raz pierwszy w serialu Cybermeni pojawili się w historii The Tenth Planet z 1966 roku. Poza serialem Cybermeni pojawili się również w spin-offie Doktora Who, pt. Torchwood, w odcinku Cyberwomen.

## Rodzaje Cybermenów
Pierwszym rodzajem w The Tenth Planet byli Cyber-Mondasowie, którzy doprowadzili do osłabienia pierwszego Doktora i do regeneracji w drugiego. Jednak nigdy więcej nie wystąpili w tej wersji, być może dla tego że twórcy programu chcieli poznawać widownie z coraz lepszymi Cybermenami. Następnym rodzajem był Cyber-Odłam w odcinku The Moonbase lecz ten rodzaj powrócił w The Wheel in Space i The Invasion. Ten gatunek wystąpił tylko w erze drugiego Doktora. Następnymi gatunkami są Cyber-Telos i Cyber-Kontroler i oba pochodzą z planety Telos. Występują w odcinku The Tomb of the Cybermen, tylko Cyber-Kontroler występuje dodatkowo w Attack of the Cybermen. Cyber-Kontroler jest przywódcą wszystkich Cybermenów. Trzeci Doctor podczas swego czasu w serialu może zobaczyć tylko we wspomnieniach i zdjęciach Cybermanów. W odcinku Revenge of the Cybermen Czwarty Doktor, Sara i Harry mają okazje zobaczyć i walczyć z Cyber-Karczownikem. Najczęściej występującym Cybermanem był Cyber-Lider, który wystąpił za ery czwartego, piątego, szóstego, siódmego, dziesiątego i jedenastego Doktora, a występując w The Five Doctors poznaje również pierwszego, drugiego i trzeciego Doctora. Poza tym jeszcze są Cyber-Porucznik i Cyber-Harcerz. Jedynymi Doktorami z którymi Cybermeni nie walczyli był ósmy i dziewiąty Doktor.
W nowej wersji Cybermeni pochodzą z równoległej ziemi czyli z "Świata Pete'a". Są potężniejsi - chcą nie tylko walczyć z Doktorem, ale też z Dalekami. Po raz pierwszy występują w odcinkach Bunt Cybermenów i Wiek stali gdzie chcą zaciekle walczyć z Doktorem i przy tym potwierdzają swą obecność. Później występują w odcinkach Armia duchów i Dzień zagłady, gdzie najpierw wszyscy uważają ich za duchy, a później chcą walczyć z Doktorem, ludźmi i Dalekami. Przeszkadzają Doktorowi w odkryciu tajemnicy "Następnego Doktora" w odcinku Drugi Doktor. W "erze" Jedenastego Doktora występują w odcinkach Otwarciu Pandoriki, Godzina zamknięcia oraz Srebrny koszmar. W odcinku "Doktor upada" doprowadzają do śmierci dwunastego doktora który wykorzystując energię swojej regeneracji niszczy piętro statku kosmicznego i opóźnia ich inwazje na pozostałe piętra.

## Cechy fizyczne

### Ze świata Mondas i Telos
Niezależnie od konkretnego pochodzenia ich ciało jest odziane w kombinezon z elastycznego metalu. Ów kombinezon posiadał własności bliskie kuloodporności (konwencjonalna broń palna może ich zablokować, ale nie zabić). Prawie u wszystkich kolor owego jest srebrny, wyjątkiem są niektórzy Cybermeni wyższą szarżą, którzy mają kolor czarny. Na wierzchu wszyscy mają przewody oraz rury. Na głowie posiadają hełm, na którym widnieją zarysy oczu oraz ust. Miejsce na oczy są najczęściej puste zaś na usta znajduje się klapka, która otwiera się podczas mowy. Pierwsze formy posiadały melodyjny mechaniczny głos, lecz wraz z rozwojem głos stawał się coraz bardziej monotonny.
Wszystkie są niesamowicie wrażliwe na złoto, które powoduje u nich duszenie się oraz blokowały czujniki. Owe właściwości złota zostały wykorzystane podczas CyberWojny. Istnieje rozpuszczalnik zwany Polly Coctail, który całkowicie ich rozpuszcza. Chociaż głównie są to istoty nieorganiczne to nadal są wrażliwi na promieniowanie.
Doktorowi wydaje się, że ich ewolucja nie przebiega liniowo i nie dotyka wszystkich elementów jednocześnie.

### Z równoległej Ziemi
Wyglądają jak roboty okute w sztywne pancerze. Hełmy mają otwory na oczy i usta, zaś z ich boków wychodzą rurki z miejsca na uszy na czubek głowy. Ów jest odbiornikiem i przekaźnikiem informacji. Każdy ruch wydaje mechaniczny odgłos, podobny do pracy elementów hydraulicznych. Kroczą bardzo głośno. Na środku klatki piersiowej posiadają logo "Cybus Industries". Ich zdolności manualne oraz motoryczne nie należały do szczególnie wybitnych.
Zachowany jest mózg oraz system nerwowy, który staje się siecią całego układu. W klatce piersiowej zamontowane jest urządzenie blokujące emocje. Jego uszkodzenie powoduje, że osobnik odczuwa skrajny ból istnienia, co doprowadza go do śmierci z powodu eksplozji głowy.
Cyber-Cienie oparte zostały na technologii podobnej. Ich hełmy posiadały brązową barwę i ograniczone były do maski. Zamiast stalowej zbroi posiadają futropodobny uniform, zaś mózgi kotów i psów zostały odpowiednio wzmocnione. Nie miały konieczności montowania implantu blokującego emocji. Pierwotnie tworzone były w formie pionowej, lecz samoczynnie przechodziły do pozycji "na czworaka". Ich zdolności były godne pochwały - z miejsca skakały na wysokość 5 metrów, spadek z wysokości nie powodował im uszkodzeń zaś siły mieli tyle, by zniszczyć ścianę budynku.

### Broń i technologia
Podstawową bronią wszystkich Cybermenów jest ich siła fizyczna. Bez problemów jeden osobnik jest w stanie pokonać ludzkiego osiłka czy rzucić wielkim człowiekiem. Z czasem uzyskali możliwość porażenia prądem za pomocą dotyku. Ich podstawową bronią była krótka broń energetyczna lub elektryczna. Niektórzy posiadali ją zamontowaną w hełmie.
Ogólnie posiadają wielki, interesujący arsenał. Do ukazanych należą Promienie Śmierci, Armata działająca w warunkach zerowej grawitacji oraz bomba Megatron (była w stanie zniszczyć wszystko co organiczne na planecie).
W technologii warto wspomnieć o systemie hibernacji oraz Cybermatów. Pierwszy miał za zadanie "wyłączyć" oraz "włączyć" oddziały Cybermenów w odpowiednich sytuacjach. Osobniki musiały wejść do odpowiednich kapsuł i tam leżeć. "Obudzenie" nie było automatyczne i natychmiastowe - można było je zatrzymać. Cybermaci natomiast to małe urządzenia, kształtem przypominające wszy drzewne. Są małe i spełniają wiele zadań jak neutralizacja przeciwnika czy uruchamianie i zwiad. Cybermaty u Cybermenów nieznanego pochodzenia posiadały możliwość wszczepiania nanomaszyn, których zadaniem była przemienia ludzi w Cyberniewolników.

## Spis historii[a]
| Stara wersja | Stara wersja     | Stara wersja                             | Stara wersja | Stara wersja | Stara wersja |
| Rok          | Doktor           | Tytuł                                    |              |              |              |
| ------------ | ---------------- | ---------------------------------------- | ------------ | ------------ | ------------ |
| 1966         | Pierwszy Doktor  | The Tent Planet                          |              |              |              |
| 1967         | Drugi Doktor     | The Moonbase                             |              |              |              |
| 1967         | Drugi Doktor     | The Tomb of the Cybermen                 |              |              |              |
| 1968         | Drugi Doktor     | The Wheel in Space                       |              |              |              |
| 1968         | Drugi Doktor     | The Invasion                             |              |              |              |
| 1975         | Czwarty Doktor   | Revenge of the Cybermen                  |              |              |              |
| 1982         | Piąty Doktor     | Earthshock                               |              |              |              |
| 1983         | Piąty Doktor     | The Five Doctor                          |              |              |              |
| 1985         | Szósty Doktor    | Attack of the Cybermen                   |              |              |              |
| 1988         | Siódmy Doktor    | Silver Nemesis                           |              |              |              |
| Nowa wersja  |                  |                                          |              |              |              |
| Rok          | Doktor           | Tytuł                                    |              |              |              |
| 2006         | Dziesiąty Doktor | Bunt Cybermenów / Wiek stali             |              |              |              |
| 2006         | Dziesiąty Doktor | Armia duchów / Dzień zagłady             |              |              |              |
| 2008         | Dziesiąty Doktor | Drugi Doktor                             |              |              |              |
| 2010         | Jedenasty Doktor | Otwarcie Pandoriki                       |              |              |              |
| 2011         | Jedenasty Doktor | Godzina zamknięcia                       |              |              |              |
| 2013         | Jedenasty Doktor | Srebrny koszmar                          |              |              |              |
| 2014         | Dwunasty Doktor  | Ciemna woda / Śmierć w niebie            |              |              |              |
| 2017         | Dwunasty Doktor  | World Enough and Time / The Doctor Falls |              |              |              |